# تپه نعمت‌داغی
تپه نعمت داغی مربوط به دوره اشکانیان است و در شهرستان مشگین‌شهر، بخش مرادلو روستای مرادلو واقع شده و این اثر در تاریخ ۲۸ اسفند ۱۳۸۵ با شمارهٔ ثبت ۱۹۰۱۲ به‌عنوان یکی از آثار ملی ایران به ثبت رسیده است.